# Пахтаново
Пахтаново — упразднённая деревня в Антроповском районе Костромской области России. На момент упразднения входила в состав Палкинского сельсовета.

## География
Урочище находится в центральной части Костромской области, в подзоне южной тайги, на правом берегу реки Щученки, при автодороге 34Н-30, на расстоянии приблизительно 31 километра (по прямой) к юго-юго-востоку от посёлка Антропово, административного центра района. Абсолютная высота — 128 метров над уровнем моря.

### Климат
Климат характеризуется как умеренно континентальный, с продолжительной холодной многоснежной зимой и коротким сравнительно тёплым летом. Среднегодовая температура воздуха — 2,5 °C. Средняя температура воздуха самого холодного месяца (января) — −12,6 °C (абсолютный минимум — −38 °C); самого тёплого месяца (июля) — 18,2 °C (абсолютный максимум — 36 °С). Годовое количество атмосферных осадков — 500—550 мм, из которых большая часть выпадает в тёплый период.

## История
В «Списке населенных мест Костромской губернии по сведениям 1870-72 годов» населённый пункт упомянут как сельцо Макарьевского уезда, расположенное при речке Щучинке, в 75 верстах от уездного города. В Пахтанове насчитывалось 4 двора и проживало 23 человека (11 мужчин и 12 женщин).
В 1907 году в селе, относившемуся к Пограничной волости, имелось 19 дворов и проживало 122 человека.
В 1926 году село входило в состав Пограничного сельсовета, числилось 25 дворов и 131 житель. По состоянию на 1 января 1981 года деревня Пахтаново входила в состав Палкинского сельсовета. Исключена из учётных данных в июне 1997 году как фактически несуществующая.

## Храм Рождества Пресвятой Богородицы
В селе действовала каменная двухэтажная православная церковь с колокольней во имя Рождества Пресвятой Богородицы, построенная в 1834 году на средства помещика В. С. Ашиткова. В церкви имелось четыре престола в честь: Рождества Богородицы, святителя Николая Чудотворца, святых мучеников Флора и Лавра и святителя Димитрия Ростовского.
В 1863 году к приходу храма относилось 1051 человек, проживавших в 11 окрестных селениях. В настоящее время не действует и заброшен.